# Fiqri Llagami
Fiqri (Fiqiri) Llagami (ur. 1913 w Tiranie, zm. 17 grudnia 1978) – albański publicysta i krytyk literacki.
Jako publicysta używał pseudonimów, jak Fllami, F. Ll., Tiranasi i Shok Tiranasi.

## Życiorys
Ukończył studia dziennikarskie na Sorbonie. W 1929 roku został wybrany na przewodniczącego stowarzyszenia Fryma e Re, w tym czasie zaczął również pisać dla czasopism Gazeta e Re, Vatra oraz Ora. W 1931 roku pod pseudonimem Amikus napisał artykuł dla wydawanego w rumuńskiej Konstancy czasopisma Shqipërija e Re; skrytykował w nim władzę Zoga I, za co został aresztowany na okres trzech tygodni.
W latach 30. i 40. opublikował kilkaset artykułów dla wielu ówczesnych czasopism, jak Drita, Besa, Shqiptarja, Shekulli i Ri, Njeriu, Tomori, Java i Kuvendi Kombetar. Współzałożył czasopismo Shqypnia, którego w czasie okupacji włoskiej był publicystą i redaktorem naczelnym.
W 1945 roku został aresztowany; 13 kwietnia tegoż roku odbył się proces pokazowy, na którym Llagami został uznany za wroga ludu i skazany na 20 lat pozbawienia wolności, roboty przymusowe, utratę praw obywatelskich oraz konfiskatę mienia. Został zwolniony z więzienia w 1959 roku. Dnia 17 października 1975 został ponownie aresztowany, a 30 grudnia tegoż roku Sąd Rejonowy w Fierze skazał go na 8 lat pozbawienia wolności z powodu antyrządowej propagandy.
Zmarł 17 grudnia 1978 roku w więzieniu. Rodzina Fiqriego Llagamiego nie została poinformowana o jego śmierci, dowiedziała się o niej przypadkowo.

## Książki
- Studime kritike mbi njerzit e mdhaj (3 tomy; 1933)[1]

## Wybrane publikacje
- Këshilla për Djelmnin Shqiptare[1]
- Bashkimi i studentave (1931)[1]
- Gjëndja e përgjithshme e artit (1932)[1]
- Vjeti i ri dhe Djelmënia e Goethes (1932)[1]
- Cili asht gazetar? (1934)[1]
- Ç'thotë për Shqipërinë Justin Godard? (1934)[6]
- Randsija e turizmit dhe nevoja e nji organizimi për Shqipnin (1934)[1]
- Për zhvillimin e tregtisë franko-shqiptare (1934)[6]
- Italija kërkon prap Shqipnin (1944)[1]
- Lirija (1944)[1]

## Życiorys
Był synem prawnika Myslyma Llagamiego.
Żonaty z Hedije Sharrą Llagami, miał z nią dwoje dzieci: syna Virila córkę Dori.